# Адријен Барбо
Адријен Џо Барбо (енгл. Adrienne Barbeau; рођена 11. јуна 1945. у Сакраменту, Калифорнија) америчка је глумица, певачица и списатељица. Најпознатија је по улогама у хорор и научнофантастичним филмовима из периода 1970-их и 1980-их, због чега се сврстава међу „краљице вриска”. Бивша је супруга редитеља Џона Карпентера са којим је сарађивала на неколико филмова. Била је номинована за Златни глобус за улогу у ситкому Мауде, 1977. године.
Највећу славу стекла је почетком 1980-их сарадњама са познатим хорор редитељима, са Карпентером на филмовима Магла, Бекство из Њујорка и Створ, са Весом Крејвеном на Створу из мочваре и на крају са Џорџом Ромером и Стивеном Кингом на комичном хорору Шоу наказа.
Током 1990-их почела је да се бави синхронизацијом и најпознатија је по позајмљивању гласа Жени-мачки у анимираној серији Бетмен. Након 2000-их њена најзначајнија улога је у филму Арго из 2012.

## Биографија
Барбо је рођена у Сакраменту као ћерка Армене Налбандијан и Џозефа Барбоа. Њени преци су пореклом из Француске, Ирске и Немачке. Има сестру Џоселин и полубрата Роберта по очевој страни. Завршила је средњу школу у Сан Хозеу. У својој аутобиографији, Барбо каже да се први пут дотакла шоубизниса када је забављала војне трупе по Југоисточној Азији. Ауторка је три књиге.
У периоду 1979—1984. била је удата за хорор редитеља Џона Карпентера, са којим има сина Кодија Карпентера. Коди често сарађује са оцем у компоновању филмске музике. Карпентер и Барбо су током њиховог брака живели на Холивудском брду, али су према тврдњама Барбо остали у потпуности ван холивудских друштвених кругова.
1992. Барбо се удала за продуцента Билија ван Занта, коме је у 51. години живота родила близанце (два сина). Пар се развео 2018.

## Каријера
Адријен је каријеру започела улогом у мјузиклу Бриљантин за коју је била номинована за Награду Тони. Током 1970-их појавила се у још неколико телевизијских серија од којих је најзначајнија Мауде за коју је била номинована за Златни глобус. До највеће славе дошла је почетком 1980-их, након брака са Џоном Карпентером и заједничке сарадње на филмовима Магла и Бекство из Њујорка

## Филмографија
| Улоге Адријен Барбо |                                 |               |                         |                                 |
| Година              | Српски назив                    | Изворни назив | Улога                   | Напомена                        |
| 1972—1978           | Мауде                           |               | Керол Трејнор           | Златни глобус (ном.), ТВ серија |
| 1980                | Магла                           |               | Стиви Вејн              |                                 |
| 1981                | Бекство из Њујорка              |               | Меги                    |                                 |
| 1981                | Трка Кенонбол                   |               | Марси                   |                                 |
| 1982                | Чудовиште из мочваре            |               | Алис Кејбл              |                                 |
| 1982                | Створ                           |               | глас компјутера         |                                 |
| 1982                | Шоу наказа                      |               | Вилма Нортруп           |                                 |
| 1985                | Зона сумрака                    |               | гђа Петерс              | ТВ серија                       |
| 1990                | Два зла ока                     |               | Џесика Валдемар         |                                 |
| 1992—1995           | Бетмен: Анимирана серија        |               | Жена-мачка              | глас, ТВ серија                 |
| 1993                | Разбијач                        |               | глас главног компјутера |                                 |
| 1995                | Судија Дред                     |               | централа (глас)         |                                 |
| 1996                | The Wayans Bros.                |               | Триш Нејдермејер        | ТВ серија                       |
| 1999                | Звездане стазе: Дубоки свемир 9 |               | Кретак                  | ТВ серија                       |
| 2002                | Супершпијунке                   |               | Хелга вон Гуген         | глас, ТВ серија                 |
| 2007                | Ноћ вештица 9                   |               |                         |                                 |
| 2009                | Декстер                         |               | Сузана Кофи             | ТВ серија                       |
| 2009                | Увод у анатомију                |               | Џоди Кровли             | ТВ серија                       |
| 2011                | Место злочина: Њујорк           |               | др Теола Куми           | ТВ серија                       |
| 2012                | Арго                            |               | Нина Серски             |                                 |
| 2012                | Освета                          |               | Марион Харпер           | ТВ серија                       |
| 2013                | Синови анархије                 |               | Алис                    | ТВ серија                       |
| 2014                | Злочиначки умови                |               | Сиси Хауард             | ТВ серија                       |
| 2015                | Освета                          |               | Марион Харпер           | ТВ серија                       |
| 2019                | Чудовиште из мочваре            |               | др Паломар              | ТВ серија                       |